# Поларис пројекат
Поларис пројекат, назван по Северној звезди, историјском симболу слободе, Поларис предводи покрет који је усредсређен на преживеле, правду и једнакост, да оконча трговину људима. Од 2007. године, Поларис води америчку Националну телефонску линију за трговину људима, повезујући жртве и преживеле с подршком и услугама и помажући заједницама да трговце људима сматрају одговорним. Кроз тај рад, Поларис је изградио највећи познати скуп података о трговини људима у Северној Америци. Подаци и стручност стечени током две деценије рада на ситуацијама трговине људима у реалном времену дају информације о стратегијама које трговце људима сматрају одговорним, подржавају преживеле на њиховом путу лечења и решавају рањивости које омогућавају пословање крађе слободе ради профита. 

### Специфичан начин рада
Од 2007. године, Поларис води америчку Националну телефонску линију за трговину људима, пружајући подршку 24 сата дневно и низ опција за жртве трговине људима да се повежу како би помогли и остали безбедни. Кроз мрежу од скоро 4.000 пружалаца партнерских услуга, обучени заступници дежурне линије преузимају информације о сумњивим дешавањима трговине људима од чланова заједнице и помажу преживелима да направе планове како би безбедно могли да изађу из ланца трговине људима или добију помоћ која им је потребна да поново изграде своје животе. Дежурна линија за борбу против трговине људима, односно оператери, могу да комуницирају путем телефона на више од 200 језика, као и путем текста, веб-чета, е-поште и веб-обрасца на енглеском и шпанском. Поларис сматра да су најбољи експерти за трговину људима заправо жртве истог, те свој начин рада и ширења свести о овом проблему врши управо на начин који дозвољава да заинтересовано лице може да прочита приче и искуства самих жртава трговине људима. Поред одељка са причама, налази се и посебан одељак где се може директно отићи на профил неке од жртава трговине људима и на тај начин се упознати са оним што је то лице преживело. Поларисов Фонд за Отпор нуди директну новчану помоћ, без икаквих обавеза, жртвама трговине људима да их користе како год желе. Чинећи то, Фонд за отпор враћа преживелима управо оно што су им трговци украли – контролу над сопственим животима.

#### Кампање и јавни одазив
Поларис нуди мноштво начина да се јавност упозна са трговином људима, у највећој мери кроз онлајн курсеве, садржаје и апликације.
- Поларисов интерактивни, онлајн програм обуке укључује шест кратких модула, као и приче преживелих и квизове дизајниране да продубе разумевање проблема.

- Поларис сарађује са политичарима у свих 50 држава и у савезној влади на устаљивању политике која је заснована на подацима, усредсређена на преживеле и усмерена ка дугорочним решењима.
- Њихове кампање и поставке на друштвеним мрежама су дизајнирани да се боре против дезинформација и дају адекватан приступ за разговор о трговини људима.

##### Како помоћи?
Поларис има посебан начин донација путем свог онлајн чланства „водич Северне звезде”, који, донирањем на месечном нивоу, помаже овом пројекту да унапреди своје механизме у зашити од трговине људима. С друге стране, Поларисов "Круг Слободе" је за оне који желе на озбиљнији начин да инвестирају у рад Полариса, којим позивају велике инвеститоре у борби против трговине људима.